# Toluca, Chiapas
Toluca är en ort i Mexiko.   Den ligger i kommunen Tapachula och delstaten Chiapas, i den sydöstra delen av landet, 900 km sydost om huvudstaden Mexico City. Toluca ligger 531 meter över havet och antalet invånare är 865.
Terrängen runt Toluca är huvudsakligen kuperad, men åt sydost är den platt. Runt Toluca är det tätbefolkat, med 397 invånare per kvadratkilometer. Närmaste större samhälle är Tapachula, 13,9 km söder om Toluca. I omgivningarna runt Toluca växer huvudsakligen savannskog.